# Team Polti
Team Polti was een Italiaanse wielerploeg, actief in de jaren 1994-2000. In 1993 was Polti de cosponsor van de Lampreploeg. De ploeg was begonnen als Mareno-Wilier Triestina. Een seizoen later werd Supermercati Brianzoli de hoofdsponsor. In 1988 nam Chateau d'Ax het over, en uiteindelijk Gatorade. Vanaf 1994 was Polti hoofdsponsor.
Voor Polti reden onder anderen Girowinnaar Gianni Bugno, topsprinter Djamolidin Abdoesjaparov en zevenvoudig bolletjestruiwinnaar Richard Virenque. Ook de Nederlandse sprinter Jeroen Blijlevens kwam een jaar uit voor de geel-groen-rode Polti-brigade, in 2000.
Manager van de ploeg was Gianluigi Stanga; later werd hij manager bij Team Milram

## Bekende renners
- Djamolidin Abdoesjaparov
- Gianbattista Baronchelli
- Jeroen Blijlevens
- Rossano Brasi
- Gianni Bugno
- Mirko Celestino
- Ivan Gotti
- Giuseppe Guerini
- Fabrizio Guidi
- Giovanni Lombardi
- Silvio Martinello
- Axel Merckx
- Eddy Mazzoleni
- Serhij Oetsjakov
- Andrea Peron
- Ivan Quaranta
- Davide Rebellin
- Fabio Sacchi
- Georg Totschnig
- Richard Virenque
- Bart Voskamp
- Simone Zucchi